# Bahnstrecke South Paris–Norway
| \| \| \| \| \| \| \| \| von Island Pond \| \| \| \| 0,0 \| South Paris ME \| South Paris ME \| \| \| \| nach Portland \| \| \| \| 1 \| Streckenende \| Streckenende \| \| \| 2,3 \| Norway ME \| Norway ME \| |     |                 |                 |
| |     |                 |                 |
| Strecke |     | von Island Pond | von Island Pond |
| Dienststation / Betriebs- oder Güterbahnhof | 0,0 | South Paris ME  | South Paris ME  |
| Abzweig geradeaus und nach links |     | nach Portland   | nach Portland   |
| | 1   | Streckenende    | Streckenende    |
| Kopfbahnhof Streckenende (Strecke außer Betrieb) | 2,3 | Norway ME       | Norway ME       |

Die Bahnstrecke South Paris–Norway ist eine Eisenbahnstrecke in Maine (Vereinigte Staaten). 
Am 23. April 1879 wurde die Norway Branch Railroad gegründet. Sie baute eine in South Paris von der Hauptstrecke Portland–Montréal der Grand Trunk Railway (GTR) abzweigende Bahn nach Norway. Die normalspurige, 2,3 Kilometer lange Strecke wurde im Dezember 1879 eröffnet.
Kurz darauf, am 1. Mai 1880 leaste die Grand Trunk Railway die Norway Branch Railroad. Den Betrieb führte von Anfang an die GTR, bzw. heute deren Nachfolgegesellschaft, die St. Lawrence and Atlantic Railroad. Ab Januar 1926 pendelten die Personenzüge nicht mehr zwischen South Paris und Norway, sondern einige Züge der Hauptstrecke befuhren den Abzweig mit. In Richtung Island Pond stießen sie dabei rückwärts von South Paris nach Norway zurück, um vorwärts wieder über den Abzweig in Richtung Norden zu fahren. In Richtung Portland erfolgte das gleiche Manöver in die umgekehrte Richtung. Dieser umständliche Verkehr endete 1939. 1990 wurde die Bahnstrecke zunächst stillgelegt, jedoch fuhren ab 1997 wieder Züge bis knapp einen Kilometer südlich von South Paris.